# Ionic (navire de 1883)
Pour les articles homonymes, voir Ionic.
L'Ionic est un paquebot-mixte de la White Star Line mis en service en 1883. Sister-ship du Doric, affichant également un profil proche de ceux de l'Arabic et du Coptic, il commence sa carrière en étant affrété par la New Zealand Shipping Co. en effectuant des traversées entre Londres et Wellington. Il s'agit principalement d'un cargo rapide pour l'époque, pouvant également transporter des passagers fortunés et, éventuellement, des émigrants.
Dès 1884, son contrat d'affrètement se termine. La White Star continue néanmoins à l'exploiter en compagnie de son jumeau et du Coptic sur la même ligne, pour assurer le service conjoint qu'elle vient d'ouvrir avec la Shaw, Savill & Albion Line. Il assure ce service troublé par quelques avaries jusqu'à une importante refonte en 1894. Tandis que les navires de la ligne sont modernisés, avec l'arrivée du Gothic, puis du Delphic, l'Ionic reste affecté à ce service, mais devient de plus en plus daté.
En 1900, alors que la White Star prépare la mise en service des navires de classe Athenic, l'Ionic est retiré du service après avoir été prêté au gouvernement espagnol dans le cadre de la guerre hispano-américaine. Vendu à l'Aberdeen Line, il remplace le Thermopylae récemment perdu et est renommé Sophocles. Cette carrière est de courte durée : dès août 1906, il est retiré du service, avant d'être envoyé à la casse en 1908.

## Histoire

### Construction et service néo-zélandais

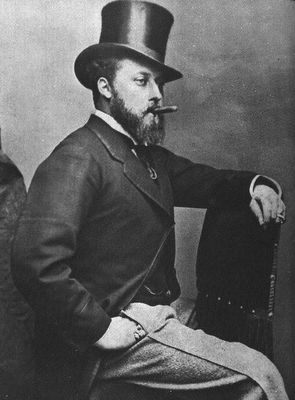
Avant son départ, l'Ionic est visité par le Prince de Galles.

En 1883, les chantiers Harland & Wolff de Belfast mettent en construction un duo de navires pour le compte de la White Star Line, l'Ionic et le Doric. Il s'agit de versions agrandies de deux navires mis en service en 1881, l'Arabic et le Coptic. Le premier est lancé le 11 janvier 1883 et est le premier navire dont les machines sont construites par les chantiers eux-mêmes. Jusqu'à présent, en effet, celles-ci étaient construites par des ateliers extérieurs. Terminé le 28 mars suivant, le navire quitte Belfast pour Londres le 1er avril.
Il est difficile de savoir dans quel but Thomas Henry Ismay a commandé ces navires, mais il est probable qu'il se soit tourné dès l'origine du projet vers la Nouvelle-Zélande. À cette époque, en effet, deux compagnies, la Shaw & Savill Line et l'Albion Line viennent de fusionner pour former la Shaw, Savill & Albion Line pour concurrencer la New Zealand Shipping Co. qui s'apprête à se faire livrer cinq navires flambant neufs. La route de Londres à Wellington semble donc sur le point de prospérer. À la suite de la fusion, en novembre 1882, les propriétaires de la Shaw, Savill & Albion Line entament des négociations avec Ismay afin de planifier un service conjoint, bénéficiant de l'expérience de la White Star. Un accord est vite trouvé entre les deux entreprises.
C'est pourtant au service de la New Zealand Shipping Co. que l'Ionic, comme le Coptic avant lui, et le Doric peu après, fait ses débuts dans le cadre d'un contrat d'affrètement, l'entreprise attendant ses nouveaux navires. C'est ainsi que l'Ionic effectue sa traversée inaugurale le 26 avril 1883 à destination de Wellington via le cap de Bonne-Espérance, après avoir été officiellement inspecté trois jours plus tôt par le Prince de Galles (futur Édouard VII). Durant cette traversée, sa vitesse de 14 nœuds lui permet de battre un record de vitesse en effectuant la traversée en 43 jours, 11 heures et 5 minutes. À son bord se trouve Joseph Bruce Ismay, fils aîné du président de la White Star Line, progressivement intégré à la direction de l'entreprise.
Après ces débuts prometteurs, l'Ionic poursuit son contrat d'affrètement jusqu'à la fin de l'année 1884. Libéré de ses obligations, il peut alors rejoindre le service conjoint sur la ligne de Wellington, passant à l'aller par Tenerife, Le Cap et la Tanzanie, et au retour par le cap Horn, Montevideo et Rio de Janeiro. Les équipages sont fournis par la White Star, mais les navires sont gérés par la Shaw, Savill and Albion. En mai 1889, un vilebrequin cassé force le navire à retourner en Nouvelle-Zélande pour réparations, annulant son voyage de retour pour Londres. Le 8 février 1893, c'est cette fois un arbre d'hélice qui se brise, forçant le navire à recourir à la voile pour regagner Le Cap, à deux jours de là. Les vents contraires l'en empêchent et c'est après trois jours de lutte que le navire est pris en remorque par l'Hawarden Castle qui lui permet d'arriver au Cap le 15 février suivant. Une prime de 7 000 livres est accordée à l'équipage de l'Hawarden Castle pour son action, tandis que l'Ionic peut reprendre son service en avril,.
En 1894, alors que le Coptic et le Doric, rendus inutiles par l'arrivée du tout nouveau Gothic, sont envoyés sur la ligne du Pacifique. L'Ionic restant sur la ligne néo-zélandaise doit cependant subir une refonte pour se maintenir au niveau de ses rivaux. Sa vieille machine alternative compound est remplacée par une machine à quadruple expansion, plus économique, et sa cheminée est rehaussée. Les installations sont également rapprochées de celles du Gothic, avec une meilleure installation frigorifique pour transporter de plus grandes quantités de viande, et une réorganisation des cabines. Le Ionic reprend ensuite son service pour cinq ans.

### Services de guerre et fin ce carrière

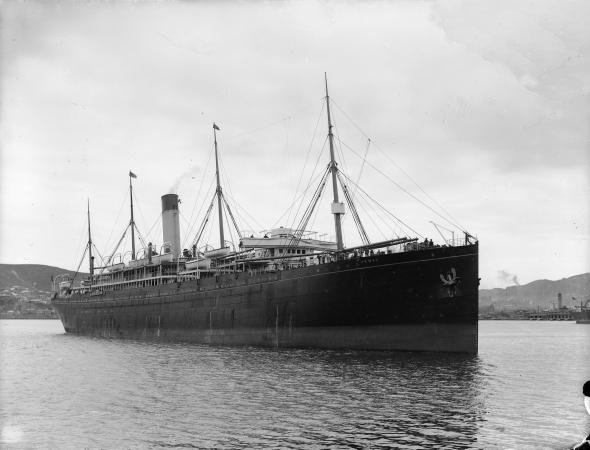
Dès 1903, l'Ionic est remplacé sur la route néo-zélandaise par un navire du même nom.

En 1897, un nouveau navire rejoint le service conjoint néo-zélandais, le Delphic, plus petit et plus lent mais avant tout conçu pour transporter des émigrants. Plus encore, la White Star Line commence à envisager la construction de nouveaux navires pour cette ligne, les trois paquebots de classe Athenic destinés à entrer en service en 1902 et 1903. Dès 1899, l'Ionic devient inutile à la compagnie. Le navire est d'ores et déjà remplacé : le troisième paquebot-mixte de classe Athenic reprend son nom en 1903.
Lors de sa dernière traversée, en décembre 1899, il transporte, outre ses passagers et marchandises habituels, un contingent de soldats partant pour la seconde guerre des Boers. Ce n'est pas là sa seule action dans le cadre d'hostilités : le navire est affrété en avril de l'année suivante par le gouvernement espagnol pour ramener des troupes de Manille après la guerre hispano-américaine. Toujours en 1900, il est vendu pour 47 000 livres à l'Aberdeen Line, compagnie desservant l'Australie et désirant remplacer son Thermopylae, perdu en septembre 1899. Renommé Sophocles, le navire effectue son premier voyage le 23 octobre 1900. Cette nouvelle vie est de courte durée : dès le 21 août 1906, après six années d'un service sans histoire, le navire est immobilisé, puis vendu aux chantiers de démolition Thomas W. Ward de Morecambe en avril 1908.

## Caractéristiques
L'Ionic est une version légèrement agrandie de l'Arabic et du Coptic, mesurant 134 mètres par 13,5 et jaugeant 4 753 tonneaux de jauge brute. Comme les deux navires précédents, il est conçu pour transporter des marchandises en bonne quantité, ainsi que 70 passagers de première classe. Il peut également embarquer 900 émigrants, et dispose d'une cale réfrigérée destinée au transport de viande.
Extérieurement, le navire est, comme tous les navires de l'époque construits pour la White Star, un navire longiligne, pourvu d'une cheminée assez basse aux couleurs de la compagnie (ocre brun surmonté d'une manchette noire), qui est rehaussée en 1894. Cette cheminée est entourée de quatre mâts pouvant porter des voiles. Après 1894, seul le mât avant garde cette possibilité, la voile servant avant tout de mesure de sécurité quand le navire ne peut plus utiliser ses machines.
Celles-ci, premières à être construites par les chantiers Harland & Wolff, sont des machines alternatives compound actionnant une hélice capable de propulser le navire à 14 nœuds. À partir de 1894, elles sont remplacées par des machines à quadruple expansion, plus économiques, qui lui permettent d'atteindre une vitesse de 15 nœuds, bien que la direction de la White Star comme celle de la Shaw, Savill & Albion Line préfèrent maintenir la vitesse d'exploitation du navire à 14 nœuds pour économiser du charbon.